# Fin.K.L
Fin.K.L (tiếng Hàn: 핑클) là nhóm nhạc nữ Hàn Quốc được đào tạo bởi Daesung Entertainment, và ra mắt công chúng vào năm 1998 gồm các thành viên Lee Hyori, Ock Joo-hyun, Lee Jin và Sung Yu-ri. Fin.K.L là một trong những nhóm nhạc Kpop nổi tiếng nhất vào cuối những năm 1990 và đầu những năm 2000, bên cạnh nhóm nhạc nữ đối thủ S.E.S.
Nhóm đã phát hành bốn album đầy đủ: Blue Rain (1998), White (1999), Now (2000) và Eternity (2002). Họ đã giành được một số giải thưởng lớn bao gồm Nghệ sĩ mới của năm tại Giải thưởng Golden Disc Awards 1998, Giải thưởng lớn tại Giải thưởng Seoul Music Awards 1999 và Nhóm nữ xuất sắc nhất tại Liên hoan 2000 Mnet Music Video Festival.
Fin.K.L đã tan rã sau khi phát hành single duy nhất "Forever Fin.K.L" vào năm 2005. Tuy nhiên, Fin.K.L đã tái hợp trong một chương trình giải trí vào tháng 7 năm 2019 và phát hành Fin.K.L Best Album, và một bài hát mới có tựa đề "남아있는 노래처럼 (Just Like The Song That Remains)" vào ngày 22 tháng 9.

## Tên gọi
Tên của nhóm là viết tắt của Fin Killing Liberty, và có nghĩa là nhóm chống lại "chống lại tất cả sự áp bức của tự do" (Fin có nghĩa là "kết thúc" trong tiếng Tây Ban Nha và tiếng Pháp). Tên của nhóm đã được lựa chọn bởi một cuộc thăm dò của những người trẻ tuổi bởi công ty thu âm trước khi thành lập nhóm. Đây là lý do cho việc thiếu ý nghĩa rõ ràng trong tên tiếng Anh của Fin.K.L, vì tên tiếng Hàn đã được chọn trước tiên.

## Lịch sử
Fin.K.L là một trong những nhóm nhạc nữ huyền thoại của K-pop cùng với S.E.S và Baby V.O.X vào những năm 1998. Ở thời điểm hiện tại, nhóm đã tan rã. Thành viên Lee Hyori sau khi tách nhóm có sự nghiệp tỏa sáng hơn hẳn visual của nhóm là Sung Yuri và visual của S.E.S Eugene (Các nữ ca sĩ rất được yêu thích thời bấy giờ).

### Thành lập
Thành viên đầu tiên được phát hiện cho Fin.K.L là ca sĩ chính của nhóm Ock Joo-hyun. Cô được tìm thấy thông qua một cuộc thi hát trên đài phát thanh, cô đã giành chiến thắng với hát "Hero" của Mariah Carey. Ock nói với bạn của cô Lee Jin về nhóm này và khuyến khích cô tham gia; Lee đã được chọn sau khi hát Happy Me (tiếng Hàn: 행복한 나를) của Eco cho buổi thử giọng của cô ấy. Thành viên tiếp theo được chọn là Sung Yuri, cô được phát hiện khi đang tham gia buổi dã ngoại của trường. Đối với thành viên thứ tư, Annie Lee (người thành lập Tashannie với Yoon Mi-rae) đã được chấp nhận, nhưng quyết định rời đi sau vài tháng. Sau đó Lee Hyori, cô được thêm vào khi đang ở trong một trung tâm thương mại chụp ảnh sticker với bạn bè.

### Ra mắt với Blue Rain (1998)
Fin.K.L ra mắt vào năm 1998 với album đầu tiên Blue Rain. Xu hướng cuối thập niên 1990 của Kpop là có những nhóm hát những bản nhạc dễ thương, hấp dẫn, bằng chứng là sự thành công của các nhóm của SM Entertainment là S.E.S. và H.O.T. Ngược lại, thế mạnh ban đầu của Fin.K.L là ở những bản ballad, R&B do giọng hát của Ock Joo-hyun dẫn dắt; điều này đã được thể hiện qua đĩa đơn đầu tiên "Blue Rain". Bản hit tiếp theo của Fin.K.L là "To My Boyfriend" (tiếng Hàn: 내 남자친구에게) là một bài hát pop điển hình hơn và tuân theo các quy ước phổ biến tại thời điểm đó. Bài hát tiếp theo được quảng bá là "Sad Tears" (tiếng Hàn: 루비), đó là một bản ballad về một tình yêu đã mất, và dành tình yêu đó cho tất cả mọi người thân quen. Nhóm cũng đã tạo một video âm nhạc cho đĩa đơn thứ tư là "Scribbling" (tiếng Hàn: 낙서) (cuối cùng chỉ còn lại dưới dạng video và không được quảng bá).

### White và S.P.E.C.I.A.L (1999)
Fin.K.L đã phát hành một album tiếp theo vào ngày 13 tháng 5 năm 1999, với tựa đề White. Hai bài hát trong album này là "Forever Love" (tiếng Hàn: 영원한 사랑) và "Pride" (tiếng Hàn: 자존심). Album thứ hai của họ ít tập trung vào các bản ballad, mặc dù bài hát R&B nhẹ nhàng đơn cử như "Waiting for You". Ngoài ra, Fin.K.L bắt đầu giới hạn các video âm nhạc của họ ở mức một hoặc hai cho mỗi album. Giống album đầu tiên, album này rất thành công, bán được gần 700.000 bản.
Nhóm đã phát hành album đặc biệt đầu tiên là S.P.E.C.I.A.L, với bai hát chủ đề là "White"(tiếng Hàn: 화이트). Ngoài ra còn có các bản hít khác là "To My Prince" (tiếng Hàn: 나의 왕자님께), Time of Mask (tiếng Hàn: 가면의 시간), và phiên bản làm lại của "Like an Indian Doll" (tiếng Hàn: 인디언 인형처럼), một bài hát nổi tiếng được hát bởi Na-mi (나미) vào năm 1989. Mặc dù không phát hành bất kì video quảng bá nào, nhưng số lượng bán ra vượt quá 340.000 bản.
Vì ngày phát hành, Fin.K.L đã tạo ra một chủ đề "mùa đông" cho các màn trình diễn của họ và mặc trang phục mùa đông để quảng bá cho "White". Để hoàn thành chủ đề, họ thường có tuyết giả rơi trong các buổi biểu diễn "Trắng"; tuy nhiên, điều này tạo ra một vấn đề ở chỗ tuyết khá trơn, khiến các thành viên và vũ công dự phòng bị trượt và thậm chí thỉnh thoảng ngã. Do việc phát hành album bị giới hạn, Fin.K.L có lịch quảng bá ngắn hơn. Tuy nhiên, cả hai album năm 1999 này đã giúp Fin.K.L giành được giải "대상" (Daesang, tương đương với một giải Grammy của Hàn Quốc) vào cuối năm.

### Now và Melodies & Memories (2000–2001)
Album thứ ba của Fin.K.L Now, được phát hành vào ngày 6 tháng 10 năm 2000, nhấn mạnh đến sự trưởng thành về thể chất của các thành viên Fin.K.L. Không giống như những giai điệu bắt tai và trang phục dễ thương trước đây, các thành viên Fin.K.L đã mặc trang phục bán chính thức để biểu diễn cho đĩa đơn "Now" (bài hát chủ đề của album). "Feel Your Love", đĩa đơn tiếp theo của họ, có các thành viên của họ trong đồng phục học sinh biểu thị sự chuyển đổi sang nữ giới. Chỉ "Now" được quảng bá với một video âm nhạc,ngoài ra còn có hai video âm nhạc không chính thức của hai đĩa đơn khác là "One Fine Day" và "Basics of Love" (tiếng Hàn: 연애의 기초), Tuy nhiên chúng lại không được biểu diễn trên bất kì sân khâu nào, chỉ có hai hai đĩa đơn khác là "Feel Your Love" và "Eternal Love" được quảng bá trên các sân khấu âm nhạc cùng với "Now" mặc dù không có MV quảng bá.Với lịch trình biểu diễn bận rộn; đĩa đơn thứ hai tương đối bị bỏ qua. Album đã bán được hơn 400.000 bản.
Nhóm đã phát hành album "re-make" thứ hai vào ngày 13 tháng 4 năm 2001. Melodies & Memories là một album đặc biệt bao gồm các bản làm lại của các bản hit Hàn Quốc từ thập niên 80 và 90. Thay vì nhắm mục tiêu vào nhóm người nghe tuổi teen chính của họ, album này đã thu hút người lớn ở độ tuổi 20 và 30 bằng cách khơi dậy nỗi nhớ. Những người độc thân trong album này bao gồm "Always Like This Moment" của Lee Ye-rin (tiếng Hàn: 늘 지금처럼) và đĩa đơn 1981 của Hye Eun-yi's "You Wouldn't Know" (tiếng Hàn: 당신은 모르실 거야). Giống như album thứ ba của họ, Memories & Melody chỉ có một video âm nhạc quảng bá album (video cho "You Wouldn't Know"). Tuy nhiên, rất nhiều nỗ lực đã đi vào video này, vì nó đã tái tạo cảnh từ bốn bộ phim nổi tiếng cho mỗi thành viên, bao gồm cả cảnh từ Pretty Woman. Đồng thời quảng bá 4 bài hát là Always Like This Moment (늘 지금처럼), You Wouldn't Know (당신은 모르실 거야), Love Is Like Fragile Glass (사랑은 유리 같은 것) và 사랑 때문에 (bị kiện vì vi phạm bản quyền nên bị xóa khỏi abum nhưng vẫn quảng bá trên truyền hình). Doanh số cuối năm 2001 đạt tổng cộng 259.259 bản.
Năm 2000, họ cũng đã thu âm "True Love" cho một bộ phim truyền hình Hàn Quốc, All About Eve.

### Eternity (2002)
Eternity là album phòng thu cuối cùng của họ cho đến nay đã được phát hành vào tháng 3 năm 2002. Đĩa đơn được quảng bá đầu tiên, "Forever" (Hàn Quốc: 영원), là một bản ballad buồn về việc chờ đợi mãi mãi cho một tình yêu đã mất. Điều này được đi kèm với một video mô tả bốn câu chuyện bi thảm chủ yếu là về sự mất mát vô tội: Sung Yu-ri miêu tả một cô gái điếm, Ock Joo-hyun một bà nội trợ bệnh hoạn, Lee Jin là một nghệ sĩ đầy tâm trạng tự giết mình và Lee Hyori là một võ sĩ bị mất một ngón tay. Bài hát này đã trở nên rất phổ biến, mặc dù nó không được quảng bá rầm rộ như các đĩa đơn chính khác của họ. Đĩa đơn thứ hai được quảng bá của họ, "Don't go away", được người hâm mộ lựa chọn thông qua trang web của nhóm, bởi vì người ta cảm thấy Fin.K.L đã không có một đĩa đơn lạc quan trong một thời gian. Tuy nhiên, đĩa đơn này đã được quảng bá trong một thời gian ngắn trước khi bị loại bỏ đột ngột. Ngoài ra họ còn biểu diễn đĩa đơn "Never". Đến cuối năm 2002, album đã bán được 261.518 bản.

### Các hoạt động solo, "Fine Killing Liberty" và gián đoạn vô thời hạn
Fin.K.L quyết định đi con đường riêng của họ, mặc dù không chính thức nói lời chia tay. Lee Hyori và Ock Joo-hyun thì phát hành album solo, trong khi Lee Jin và Sung Yu-ri đã diễn xuất trong các bộ phim truyền hình và nhiều chương trình khác nhau. Vào cuối năm 2005, nhóm đã trở lại và phát hành một đĩa đơn kỹ thuật số có tên Fine Killing Liberty có 3 bài hát (bao gồm cả ca khúc chủ đề) và một video âm nhạc. Tuy nhiên, do thiếu quảng cáo (vì nhóm không biểu diễn trên các chương trình âm nhạc khác nhau), đĩa đơn đã thất bại trong bảng xếp hạng. Tuy nhiên, thay vì bỏ qua đĩa đơn, họ đã phát hành một bộ Forever Fin.K.L đặc biệt có hai đĩa DVD (một bản có video âm nhạc và bản còn lại có nhiều màn trình diễn khác nhau) và một cuốn sách ảnh cũng có Fine Killing Liberty đơn ở dạng đĩa CD.
Họ đã tiếp tục làm việc trong ngành giải trí. Sung Yu-ri vẫn tiếp tục diễn xuất, bắt đầu với bộ phim truyền hình Bad Girls (Hàn Quốc: 나쁜 여자들) và nhận sự quan tâm tích cực cho A Love for a Thousand Years (Hàn Quốc: 천년지애). Sung Yuri cũng đóng vai chính trong các bộ phim First Love of Royal Prince (Hàn Quốc: 황태자의 첫사랑) và My Platoon Leader (Hàn Quốc: 막상막하). Cô cũng tham gia bộ phim truyền hình, One Fine Day (tiếng Hàn: 어느 멋진 날) và The Snow Queen (tiếng Hàn: 눈의 여왕), cô nhận được đánh giá cao và giành giải thưởng cho cả hai buổi biểu diễn năm 2006. Sung Yu-ri cũng đóng vai Heo Yi-nok trong bộ phim truyền hình Hong Gil-dong (tiếng Hàn: 쾌도 홍길동) đóng chung với Kang Ji-hwan và giành được một giải thưởng "Best Couple award". Lee Jin cũng đã làm việc trong truyền hình, tổ chức nhiều chương trình khác nhau và thậm chí tham gia một chương trình hài kịch nổi tiếng trong một mùa. Cả Sung Yuri và Lee Jin đều giành giải "Nữ diễn viên xuất sắc nhất" ở các hạng mục tương ứng (phim truyền hình và hài kịch) tại lễ trao giải cuối năm 2002. Lee Jin cũng đã ra mắt trong ngành công nghiệp điện ảnh Hàn Quốc và đã cố gắng thoát khỏi hình ảnh Fin.K.L.
Sau khi giảm cân đáng kể, Ock Joo-hyun trở nên rất nổi tiếng vào năm 2004. Dành nhiều thời gian cho việc tập thể dục và yoga chăm chỉ, giờ đây cô đã trở thành một tấm gương cho giới trẻ về yoga ở Hàn Quốc, thậm chí ra mắt phòng tập yoga của riêng mình. Album thứ ba của cô được phát hành vào năm 2007, tuy nhiên, Lee Hyori, là thành viên solo nổi bật, phát hành album solo đầu tiên của cô vào năm 2003, đưa cô lên vị trí đầu bảng xếp hạng và giành được nhiều hợp đồng quảng cáo. Tuy nhiên, cô đã gặp phải tranh cãi về bài hát chính của album thứ hai "Get Ya!", Bởi vì nó có các yếu tố rất giống với "Do Somethin" của Britney Spears. Mặc dù cô ấy đã chuyển sang quảng bá cho đĩa đơn thứ hai" Shall We Dance? ", Các hoạt động quảng cáo đã nhanh chóng bị dừng lại. Đĩa đơn năm 2007 của cô ấy" Toc Toc Toc ", phát hành vào tháng 3 năm 2007, đạt # 1 trên bảng xếp hạng hàng tháng của Hiệp hội Công nghiệp Âm nhạc Hàn Quốc.
Kể từ mùa thu năm 2006, tất cả các thành viên của Fin.K.L đã rời DSP Entertainment và đã ký hợp đồng với các công ty khác nhau. Mặc dù vẫn tiếp tục suy đoán về tình trạng của nhóm, Fin.K.L chưa bao giờ chính thức tan rã.

### Tái hợp (2008-nay)
Fin.K.L đã tái hợp và biểu diễn cùng nhau vào ngày 19 tháng 12 năm 2008, trong một buổi hòa nhạc của Lee Hyori.  Vào tháng 9 năm 2010, Ock Joo-Hyun trở thành người dẫn chương trình âm nhạc KBS Cool FM Gayo Plaza (가요광장). Chương trình của cô bắt đầu phát sóng vào ngày 20 tháng 9 năm 2010 và những vị khách đầu tiên của cô là Lee Hyori, Lee Jin và Sung Yu-ri là thành viên của Fin.K.L.
Vào tháng 5 năm 2019, một chương trình giải trí tái hợp Fin.K.L đã được công bố phát sóng trên JTBC. Chương trình truyền hình Camping Club, có sự tham gia của các thành viên Fin.K.L đoàn tụ và đi du lịch khắp đất nước; chương trình được công chiếu vào ngày 14 tháng 7.
Vào ngày 22 tháng 9 năm 2019, nhóm đã phát hành một đĩa đơn, "남아있는 노래처럼 (Just Like The Song That Remains)", đánh dấu bản phát hành đầu tiên của họ kể từ năm 2005.

## Danh sách đĩa nhạc

### Album phòng thu
| Tiêu đề         | Chi tiết album                                                                        | Vị trí cao nhất trên BXH | Doanh số        |
| Tiêu đề         | Chi tiết album                                                                        | KOR                      | Doanh số        |
| --------------- | ------------------------------------------------------------------------------------- | ------------------------ | --------------- |
| Blue Rain       | - Phát hành: Ngày 25 tháng 5 năm 1998 - Hãng đĩa: DSP Media - Định dạng: CD, cassette | 1                        | - KOR: 291,905+ |
| White           | - Phát hành: Ngày 12 tháng 5 năm 1999 - Hãng đĩa: DSP Media - Định dạng: CD, cassette | 1                        | - KOR: 593,816+ |
| Now             | - Phát hành: Ngày 6 tháng 10 năm 2000 - Hãng đĩa: DSP Media - Định dạng: CD, cassette | 2                        | - KOR: 412,686+ |
| Eternity (영원) | - Phát hành: Ngày 8 tháng 3 năm 2002 - Hãng đĩa: DSP Media - Định dạng: CD, cassette  | 2                        | - KOR: 261,518+ |

### Albums tổng hợp
| Tiêu đề             | Chi tiết album                                                                           | Vị trí cao nhất trên BXH | Doanh số        |
| Tiêu đề             | Chi tiết album                                                                           | KOR                      | Doanh số        |
| ------------------- | ---------------------------------------------------------------------------------------- | ------------------------ | --------------- |
| Special             | - Phát hành: Ngày 24 tháng 11 năm 1999 - Hãng đĩa: DSP Media - Định dạng: CD, cassette   | 2                        | - KOR: 346,646+ |
| Melodies & Memories | - Phát hành: Ngày 13 tháng 4 năm 2001 - Hãng đĩa: DSP Media - Định dạng: CD, cassette    | 2                        | - KOR: 252,127+ |
| FIN.K.L Best Album  | - Phát hành: Ngày 18 tháng 8 năm 2019 - Hãng đĩa: DSP Media - Định dạng: CD, tải nhạc số | 31                       | —               |

### Đĩa đơn mở rộng (EP)
| Tiêu đề         | Chi tiết album |
| --------------- | --- |
| Forever Fin.K.L | - Phát hành: Ngày 26 tháng 10 năm 2005 - Hãng đĩa: DSP Media - Định dạng: CD, cassette Danh sách phát 1. "Butterfly" 2. "Fin.K.L" 3. "I'm Crazy About You" |
|                 | |

## Giải thưởng

### Mnet Asian Music Awards
| Năm  | Đề cử / Tác phẩm                        | Giải thưởng            | Kết quả   |
| ---- | --------------------------------------- | ---------------------- | --------- |
| 1999 | "Forever Love" (영원한 사랑)            | Best Group             | Đề cử     |
| 2000 | "Now"                                   | Best Female Group      | Đoạt giải |
| 2000 | "Now"                                   | Best Dance Performance | Đề cử     |
| 2001 | "You Wouldn't Know" (당신은 모르실거야) | Best Female Group      | Đề cử     |
| 2002 | "Eternity" (영원)                       | Best Female Group      | Đề cử     |
| 2005 | "Fin.K.L" (핑클)                        | Best Female Group      | Đề cử     |